# Leucophora proboscidalis
Leucophora proboscidalis är en tvåvingeart som först beskrevs av Malloch 1917.  Leucophora proboscidalis ingår i släktet Leucophora och familjen blomsterflugor.
Artens utbredningsområde är Illinois. Inga underarter finns listade i Catalogue of Life.